# Кировоградский областной совет
Кировоградский областной совет (укр. Кіровоградська обласна рада) — представительный орган местного самоуправления, представляющий общие интересы территориальных общин сёл, посёлков, городов в пределах полномочий, определённых Конституцией Украины, Законом Украины «О местном самоуправлении в Украине» и другими законами, а также полномочий, переданных им сельскими, поселковыми, городскими советами.
Областной совет состоит из депутатов (64 человек), избирается населением Кировоградской области сроком на пять лет. Совет избирает постоянные и временные комиссии. Областной совет проводит свою работу сессионно. Сессия состоит из пленарных заседаний и заседаний её постоянных комиссий.
Председатель областного совета с 25 апреля 2023 года - Юрий Васильевич Дрозд

## Состав
- ВО «Батькивщина» — 15
- Слуга народа — 14
- Внефракционные — 11
- Европейская солидарность — 9
- Радикальная партия Олега Ляшко — 5
- «За будущее» — 5
- «Пропозиция» — 5

## Список постоянных комиссий
- Комиссия по вопросам агропромышленного комплекса и земельных отношений
- Комиссия по вопросам бюджета, финансово-экономической политики и инвестиций
- Комиссия по вопросам собственности
- Комиссия по вопросам здравоохранения и социальной политики
- Комиссия по вопросам промышленности, предпринимательства и развития инфраструктуры
- Комиссия по вопросам регламента, депутатской деятельности, свободы слова, правовой и антикоррупционной политики
- Комиссия по вопросам жилищно-коммунального хозяйства, строительства и использования природных ресурсов
- Комиссия по вопросам образования, науки, культуры, туризма, спорта, по делам семьи, молодёжной политики

## Список председателей Кировоградского областного совета[1]
| Фото | Имя                                                                      | Годы жизни | Начало срока    | Конец срока     | Примечания |
| ---- | ------------------------------------------------------------------------ | ---------- | --------------- | --------------- | ---------- |
|      | Николай Алексеевич Сухомлин Микола Олексійович Сухомлин                  | род. 1940  | март 1992       | апрель 1992     |            |
|      | Владимир Андреевич Долиняк Володимир Андрійович Долиняк                  | род. 1939  | апрель 1992     | июнь 1994       |            |
|      | Николай Алексеевич Сухомлин Микола Олексійович Сухомлин                  | род. 1940  | 26 июня 1994    | 10 декабря 1999 |            |
|      | Василий Иванович Сибирцев Василь Іванович Сибірцев                       | род. 1950  | 10 декабря 1999 | 28 апреля 2006  |            |
|      | Николай Алексеевич Сухомлин Микола Олексійович Сухомлин                  | род. 1940  | 28 апреля 2006  | 17 ноября 2010  |            |
|      | Николай Михайлович Ковальчук Микола Олексійович Сухомлин                 | 1948—2021  | 17 ноября 2010  | 23 февраля 2014 |            |
|      | Александр Анатольевич Черноиваненко Олександр Анатолійович Чорноіваненко | род. 1962  | 23 февраля 2014 | 8 декабря 2020  |            |
|      | Сергей Павлович Шульга Сергій Павлович Шульга                            | род. 1972  | 8 декабря 2020  | 25 апреля 2023  |            |
|      | Юрий Васильевич Дрозд Юрій Васильович Дрозд                              | род. 1964  | 25 апреля 2023  | н.в.            |            |